# Дієцезія Хвара
43°10′20″ пн. ш. 16°26′35″ сх. д. / 43.1722° пн. ш. 16.44315° сх. д.
Дієцезія Хвара (хорв. Hvarska biskupija, італ. Diocesi di Lesina) — католицька дієцезія латинського обряду в Хорватії з центром в місті Хвар. Входить до складу митрополії Спліт-Макарска. Повна назва дієцезії — дієцезія Хвар (Брача і Виса). Латинська назва -Dioecesis Pharensis.
Дієцезія на острові Хвар утворена в середині XII століття венеційцями незабаром після завоювання ними острова в 1147 році. Спочатку єпископська кафедра розташовувалася в місті Старий Град, а в 1200 році була переведена в місто Хвар. Протягом декількох сторіч йшла запекла боротьба за Далматинські острови між Венецією та угорсько-хорватським королівством, в ході якої Хварську дієцезію перепідпорядковували архідієцезії Зари (венеційцями) і архідієцезії Спліта (угорцями). В 1889 році дієцезія Хвар була об'єднана з дієцезіями на островах Брач та Вис, після чого її територія стала охоплювати всі південні Далматинські острови. В 1969 році була створена архідієцезія — митрополія Спліт-Макарска, стосовно якої Хварська дієцезія стала суфраганною.
За даними на 2004 рік в дієцезії налічувалося 23 019 вірних (87,8 % населення), 45 священиків і 46 парафій. Кафедральним собором дієцезії є Собор святого Стефана, побудований в XVI столітті. В наш час[коли?] дієцезію очолює єпископ Слободан Штамбук (хорв. Slobodan Štambuk).